# L'ordine del tempo
Pour plus de détails, voir Fiche technique et Distribution.
L'ordine del tempo est un film italien réalisé par Liliana Cavani, sorti en 2023. C'est l'adaptation de l'essai du même nom de Carlo Rovelli paru en 2017.

## Fiche technique
Sauf indication contraire, les informations mentionnées dans cette section peuvent être confirmées par la base de données cinématographiques IMDb,  présente dans la section « Liens externes ».
- Titre original : L'ordine del tempo
- Réalisation : Liliana Cavani
- Scénario : Liliana Cavani et Paolo Costella
- Direction artistique : Helena Calvarese
- Décors : Verde Visconti
- Costumes : Mariano Tufano
- Photographie : Enrico Lucidi
- Musique : Vincent Cahay
- Pays d'origine : Italie
- Format : Couleurs
- Genre : drame
- Durée : 117 minutes
- Dates de sortie :
  - Italie : septembre 2023 (Mostra de Venise 2023)
  - Italie : 31 août 2023

## Distribution
- Alessandro Gassmann : Pietro
- Claudia Gerini : Elsa
- Edoardo Leo : Enrico
- Ksenia Rappoport : Paola
- Richard Sammel : Viktor
- Valentina Cervi : Greta
- Fabrizio Rongione : Jacob
- Francesca Inaudi : Giulia
- Angeliqa Devi : Jasmine
- Mariana Tamayo : Isabel
- Alida Calabria : Anna
- Ángela Molina : Sœur Raffaella, Clarisse

## Distinction

### Sélection
- Mostra de Venise 2023 : hors compétition[1]